# جورجی بچو
جورجی بچو (بلغاری: Георги Бачев؛ زادهٔ ۱۸ آوریل ۱۹۷۷) یک بازیکن فوتبال اهل بلغارستان است.
وی همچنین در تیم ملی فوتبال بلغارستان بازی کرده است.